# Jomo Kenyatta University of Agriculture and Technology
Jomo Kenyatta University of Agriculture and Technology (JKUAT, suahili Chuo Kikuu cha Kilimo na Teknolojia cha Jomo Kenyatta) – kenijska publiczna szkoła wyższa, zlokalizowana w Juja.
Plany utworzenia uczelni o charakterze rolniczo-technicznym zaczęto tworzyć w 1977 roku. Rok później prezydent Kenii, Jomo Kenyatta, przekazał na ten cel 200 hektarów ziemi. Szkoła nazwana Jomo Kenyatta College of Agriculture and Technology powstała we współpracy rządu kenijskiego i rządu Japonii. Pierwsi studenci zostali przyjęci 4 maja 1981, a oficjalna ceremonia otwarcia uczelni, przez prezydenta Daniela Moi, odbyła się 17 marca 1982. W kwietniu 1984 pierwsza grupa absolwentów otrzymała dyplomy agrotechniki, technologii żywności i ogrodnictwa.   
1 września 1988 uczelnia zyskała status wydziału uniwersyteckiego, należącego do Kenyatta University i otrzymała nazwę Jomo Kenyatta University College of Agriculture and Technology. 7 grudnia 1994 roku została podniesiona do rangi samodzielnego uniwersytetu. 

## Jednostki Organizacyjne
- College of Engineering and Technology
- College of Health Sciences
- College of Pure and Applied Sciences
- College of Human Resource and Development

## Źródła
- Historia na stronie uczelni